# On the Road Again (Bob Dylan)
On the Road Again è una canzone scritta e registrata da Bob Dylan per il suo album Bringing It All Back Home. La canzone appare sul primo lato elettrico dell'album, tra Outlaw Blues e Bob Dylan's 115th Dream. Come il resto delle tracce dell’album, On the Road Again è stato registrata nel gennaio 1965 e prodotta da Tom Wilson.

## Descrizione

### Musica
Dal punto di vista melodico, On the Road Again è un semplice rhythm & blues elettrico con una struttura a dodici barre. La musica è disordinata, con un battito di spinta, pause armoniche e un riff opposto.

### Testo
Il testo della canzone continua ad affrontare il mito dell'artista sensibile contro la società venale come esplicitato in altre canzoni del lato A dell'album, tra cui Maggie's Farm, Outlaw Blues e Bob Dylan's 115th Dream. Da Maggies's Farm in particolare, Dylan riprende la tematica della resistenza alla società attraverso l'autoesilio, la rimozione e la negazione. Questo si riflette in particolare nei versi:
Honey, how come you don't move?»
Dolcezza, ma perché non traslochi tu?»
(On the Road Again, Bob Dylan)
La canzone prevede anche le figure comico-grottesche che diventeranno più importanti nelle canzoni degli album successivi. On the Road Again riflette una versione paranoica del terrore di affrontare parenti acquisiti (suoceri o cognati). Il narratore si sveglia al mattino e deve affrontare un mondo surreale dove sua suocera si nasconde nel frigorifero, suo suocero indossa una maschera di Napoleone, il bastone del nonno diventa una spada, la nonna prega delle foto e uno zio ruba dalle tasche del narratore.
Inside the icebox

Your daddy walks in wearin'

A Napoleon Bonaparte mask»
Nel frigorifero

Tuo papà se ne va in giro

Con una maschera di Napoleone Bonaparte»
(On the Road Again, Bob Dylan)
Altre situazioni surreali sono le rane che vivono nelle calze del narratore, il cibo coperto di terra e le presenze sinistre di fattorini e domestici.

### Titolo
Il titolo della canzone riecheggia il romanzo di Jack Kerouac Sulla strada, (On the Road è il titolo originale), il manifesto della Beat Generation. Dylan stesso riconosce di essere stato influenzato da Kerouac. Tuttavia sembra più probabile che il brano sia una risposta parodistica alla canzone On the Road, un blues tradizionale eseguito dalla Memphis Jug Band, con un contenuto lirico più serio riguardante una donna infedele.